# Sebastian
Sebastian je moško osebno ime.

## Izvor imena
Ime Sebastian je različica moških osebnih imen Sebastjan oziroma Boštjan.

## Tujejezikovne različice imena
- pri Angležih: Sebastian
- pri Čehih: Sebastian
- pri Bosancih: Sebo
- pri Italijanih: Sebastiano
- pri Portugalcih: Bastiano, Bastino
- pri Madžarih: Sebestyén
- pri Rusih: Севастьян

## Pogostost imena
Po podatkih Statističnega urada Republike Slovenije je bilo na dan 31. decembra 2007 v Sloveniji število moških oseb z imenom Sebastian: 252.

## Osebni praznik
Osebe z imenom Sebastian lahko godujejo takrat kot osebe z imenom Sebastjan.

## Znane osebe
- Johann Sebastian Bach
- Sebastian Kneipp, nemški duhovnik in vodni terapevt
- Sebastian (pevec)